# 쾰른 마니 코덱스
쾰른 마니 코덱스(독일어: Kölner Mani-Kodex, 영어: Cologne Mani-Codex) 또는 코덱스 마니카이쿠스 콜로니엔시스(라틴어: Codex Manichaicus Coloniensis)는 이집트의 아시우트(고대의 리코폴리스) 근처에서 발견된 작은 파피루스 코덱스로, 성립연대는 고문서학적 증거에 의하면 기원후 5세기로 추정되고 있다. 이 코덱스에는 마니교의 창시자인 마니의 생애가 기술된 그리스어 텍스트가 들어있다. 이 코덱스가 발견됨으로써 세상에 큰 영향을 끼친 과거의 세계 종교들 중의 하나였던 마니교의 창시자에 대해 학자들은 더 많이 알 수 있게 되었다.
이 코덱스는 카이로에 있는 골동품상을 통해 알려졌는데, 1969년에 쾰른 대학교에서 고고학 연구소(Institut für Altertumskunde)의 연구를 위해 구입하였다. 이 연구소의 두 학자인 헨리히스(A. Henrichs)와 코에넨(L. Koenen)이 1970년에 이 코덱스에 대한 최초의 보고서를 발표하였다. 그리고 이 두 학자들은 1975~1982년 동안 "Zeitschrift für Papyrologie und Epigraphik (고문서 및 금석학 저널)"지에 실린 4건의 글을 통해 이 코덱스의 제1판을 출판했다. 이러한 경위로 이후 이 코덱스는 "쾰른 마니 코덱스(Cologne Mani-Codex)"로 알려지게 되었다. 이후 10년 동안 많은 수정문들과 대체문들이 제안되었으며 이 코덱스와 관련이 있는 작은 단편들 중의 몇몇은 이 코덱스의 본문에 삽입하는 것이 아주 적절하다는 것이 발견되기도 하였다. 이러한 성과를 바탕으로 제2판이 1988년에 출판되었다.
《쾰른 마니 코덱스》만을 전문적으로 다룬 심포지움이 1984년에 렌데(Rende)에서, 1988년에 코센차(Cosenza)에서 열렸다.
이 코덱스의 텍스트의 제목은 "그의 몸의 기원에 대하여(On the origin of his body)"라는 여러 뜻으로 해석될 수 있는 제목을 하고 있다. 이 텍스트에서는 마니가 유대기독교의 엘카사이파(Elkesaite)에 입문했다고 말하고 있다. 그리고 마니의 가르침들은 그의 영적인 동료이자 천상의 시지고스(syzygos, 대대의 짝)인 존재로부터 그에게 계시된 것이라고 말하고 있다. 그리스어로 된 이 텍스트에는 이 텍스트가 동부아람어(Eastern Aramaic)나 고대 시리아어(Old Syriac) 원본으로부터 번역된 것임을 보여주는 흔적들이 들어있다. 마니가 직접 말한 "로고이(logoi, 말씀들)"가 반복하여 인용되고 있다. 이 텍스트의 각 절의 서두에 이름이 나오는데, 이 이름들은 교사들의 이름으로 판단되고 있다. 이러한 점은 이 텍스트가 더 이전의 문서들의 컴필레이션(집록)일 가능성을 시사한다.